# Stimmtraining
Als Stimmtraining (auch Stimmcoaching) wird die berufsbegleitende Stimmarbeit für Sprecher, Schauspieler und Sänger bezeichnet, die meist von einem Vocal Coach (engl. für Stimmtrainer) oder einem Sprecherzieher durchgeführt wird. Dabei kann an der Sprache, dem Gesang und dem Arrangement der Stimmen, also an der Verbesserung der Sprechstimme und/oder der stimmlichen Musikdarbietung gearbeitet, sowie zusätzlich und insbesondere vor Konzerttourneen die Belastbarkeit der Stimme trainiert werden.
Der Begriff „Vocal Coach“ ist als Berufsbezeichnung nicht geschützt. Dies macht eine Abgrenzung des Berufsbildes gegenüber den Tätigkeitsfeldern der Gesangslehrer und Stimmbildner schwierig. Der Vocalcoach arbeitet meist projektgebunden an Theatern, in Konzertsälen und Aufnahmestudios, wo er zwischen Interpret und Produzent vermittelnd und beratend tätig wird.
Die Berufsbezeichnung „Sprecherzieher/in“ ist ebenfalls nicht geschützt, wird aber in der Regel von Personen geführt, die tatsächlich Sprecherziehung studiert haben. Ihre Tätigkeit beschränkt sich auf das Training von Sprechstimme und Sprache. Im Gegensatz zum Vocalcoach sind Sprecherzieher aber nicht nur berufsbegleitend, sondern auch ausbildend tätig.

## Praxis
Bei einer Gesangsproduktion zählen Stimmführung und Phrasierung zu den wichtigsten Kriterien einer gelungenen Darbietung. Ein Vocalcoach hilft Sängern, ihre stimmliche und künstlerische Leistung zu optimieren. Dies kann bereits beim Einstudieren einer Partie geschehen oder später beim Erarbeiten einzelner, anspruchsvoller Stellen. Vocalcoaches können auch in den Songtext verändernd eingreifen, wenn dies der Perfektion der stimmlichen Darbietung dient, sofern der Urheber des Textes seine Zustimmung gibt und die Änderungen nicht selbst ausführen kann oder möchte. Ferner kann der Vocalcoach auch neben dem Arrangeur dafür verantwortlich sein, Chorstimmen und Harmonievocals harmonisch zur Leadvocal zu arrangieren. Berücksichtigen muss er zudem sogenannte Backingvocals und Adlibs. Backingvocals sind Zweit- und Drittstimmen, die vor allem den Refrain unterstützen sollen. Unter Adlibs (von ad libitum) versteht man dagegen kurze, nicht ausnotierte Einwürfe, die als Ornamente einen Songs ausschmücken, auch Beauty-Libs genannt.
Das berufsbegleitende Training für die Sprechstimme ist vor allem für sprechintensive Berufe, wie beispielsweise den des Lehrers, wichtig.